# Программируемая клеточная гибель
Программи́руемая кле́точная ги́бель, или программи́руемая кле́точная смерть, или запрограмми́рованная ги́бель кле́ток (ПКГ, англ. Programmed cell death) — гибель клетки, которая происходит за счёт запрограммированных внутриклеточных процессов. Ко второму десятилетию XXI века насчитывается более десяти известных видов программируемой клеточной гибели. С 2005 года классификацией видов клеточной гибели занимается Комитет по номенклатуре видов клеточной гибели (англ. Nomenclature Commitee on Cell Death). Программируемая клеточная гибель описана для всех крупных групп эукариот: животных, растений, грибов, слизевиков и даже одноклеточных организмов (например, дрожжей). ПКГ выполняет множество функций как на уровне клетки, так и на уровне целого организма: у животных она играет важнейшую роль в развитии, с её помощью элиминируются повреждённые клетки, у растений она задействована в образовании тканей, состоящих из мёртвых клеток, таких как ксилема. Программируемая клеточная гибель известна не только у эукариот: несколько видов программируемой гибели было описано у бактерий. Все виды программируемой клеточной гибели можно подразделить на внешние, которые запускаются сигналами извне клетки, и внутренние, вызванные нарушениями в функционировании клеток.

## Классификация
С точки зрения морфологии долгое время выделялось три основных вида программируемой клеточной смерти:
- Клеточная гибель I типа, или апоптоз. При этой форме клеточной гибели происходят сжатие цитоплазмы, конденсация хроматина, фрагментация ядра и так называемый блеббинг[англ.] клеточной мембраны, то есть отпочковывание от неё везикул. В конце концов всё содержимое клетки распадается на везикулы (апоптотические тельца), которые фагоцитируются соседними клетками и расщепляются в их лизосомах.
- Клеточная гибель II типа, или аутофагия. При аутофагии в цитоплазме разрушающейся клетки формируется множество вакуолей, которые затем фагоцитируются и разрушаются соседними клетками.
- Клеточная гибель III типа, или некроз. Некроз характеризуется полным отсутствием черт, присущих апоптозу и аутофагии. Остатки разрушившейся клетки запускают воспаление[4].

Позже была принята более сложная классификация видов программируемой клеточной гибели, которая построена не на морфологических деталях, а на генетических, биохимических, фармакологических и функциональных особенностях. Однако выделенные таким образом виды гибели далее делят на две группы по морфологии: в одну относят виды смерти, которые морфологически близки к апоптозу, а в другую — те, которые морфологически близки к некрозу. Таким образом, для каждого вида программируемой клеточной гибели присущ свой набор свойств, от полностью апоптотического до полностью некротического.
По состоянию на 2018 год выделяют следующие виды программируемой клеточной гибели:
- Зависимая от лизосом клеточная гибель (англ. Lysosome-dependent cell death, LDCD);
- Зависимая от аутофагии клеточная гибель (англ. Autophagy-dependent cell death, ADCD);
- Иммуногенная клеточная гибель[англ.] (англ. Immunogenic cell death, ICD);
- Внутренний апоптоз (англ. Intrinsic apoptosis);
- Внешний апоптоз (англ. Extrinsic apoptosis);
- Некроз, зависимый от проницаемости митохондрий (MPT) (англ. MPT-driven necrosis);
- Некроптоз (англ. Necroptosis);
- Ферроптоз (англ. Ferroptosis);
- Пироптоз (англ. Pyroptosis);
- Партанатоз[англ.] (англ. Parthanatosis);
- Энтоз (англ. Entosis);
- NETоз (англ. NETosis).

### Зависимая от лизосом клеточная гибель
Зависимая от лизосом клеточная гибель начинается с нарушений клеточного гомеостаза и пермеабилизации (изменения проницаемости) мембран лизосом. Она наблюдается при многих патофизиологических процессах: воспалении, перестройке тканей (например, перестройке ткани молочных желёз после лактации), старении, нейродегенеративных заболеваниях, сердечно-сосудистых заболеваниях и ответе на внутриклеточные патогены. 
После пермеабилизации мембран лизосом содержимое последних выходит в цитозоль, где в том числе оказываются в результате протеолитические ферменты семейства катепсинов, которые разрушают содержимое клетки. Процессы, предшествующие пермеабилизации лизосомальных мембран и запускающие её, не вполне ясны. В некоторых условиях она происходит после пермеабизизации внешней митохондриальной мембраны в ходе внутреннего апоптоза. В других случаях пермеабилизация мембран лизосом происходит раньше мембран митохондрий при участии белка BAX. Важную роль в запуске повышения проницаемости лизосомальных мембран играют активные формы кислорода.

### Зависимая от аутофагии клеточная гибель

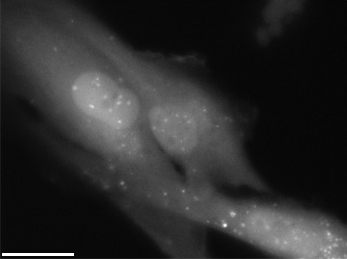
Аутофагосомы, меченные флуоресцентным красителем, в клетках hTERT-RPE1

Зависимая от аутофагии клеточная гибель подразумевает активацию молекулярных механизмов аутофагии (всех или части), которые приводят к образованию аутофагосом — везикул с двойной мембраной. Аутофагия является важным процессом, составляющим часть клеточного ответа на стресс, поэтому её нарушения приводят к разнообразным дефектам развития и заболеваниям. У дрозофилы аутофагия задействована в обновлении выстилки средней кишки и деградации личиночных слюнных желёз. Зависимая от аутофагии клеточная гибель вносит свой вклад в патогенез ряда заболеваний и у человека. Например, при некоторых патологических состояниях по пути аутофагии погибают нейроны. Разновидность зависимой от аутофагии клеточной гибели, в которой задействована Na+/K+-АТФаза, известна как аутоз.

### Иммуногенная клеточная гибель
Иммунногенной клеточной гибелью называют те виды клеточной смерти, которые сопровождаются активацией адаптивного иммунного ответа, направленного против эндогенных (клеточных) или экзогенных (вирусных) антигенов, которые экспрессирует погибающая клетка. Иммунногенную клеточную гибель вызывают сравнительно немногие факторы: вирусные инфекции, некоторые противораковые препараты (например, антрациклины и бортезомиб), некоторые виды радиотерапии, а также фотодинамическая терапия, основанная на гиперицине. Как правило, иммунный ответ запускают следующие ассоциированные с повреждениями молекулярные паттерны (англ. Damage-associated molecular pattern, DAMP), экспрессируемые умирающей клеткой: кальретикулин, АТФ, белок HMGB1, интерфероны I типа, нуклеиновые кислоты, происходящие от раковых клеток, и аннексин A1.

### Внутренний апоптоз

Обобщённая схема апоптоза млекопитающих

Внутренний апоптоз запускают разнообразные изменения окружающей среды клетки: отсутствие факторов роста, повреждения ДНК, стресс эндоплазматического ретикулума (ЭПР), активные формы кислорода, нарушения репликации ДНК, дефекты митоза и нарушения функционирования микротрубочек. Клетки, погибающие путём апоптоза, сохраняют целостность плазматической мембраны и некоторую метаболическую активность. Они распадаются на везикулы — апоптотические тельца, которые фагоцитируются другими клетками. Критический этап внутреннего апоптоза — необратимая пермеабилизация внешних митохондриальных мембран, которая контролируется различными белками семейства BCL2. В результате в цитозоль выходят проапоптотические факторы, которые в обычное время находятся в межмембранном пространстве митохондрий. Важнейшим из них является белок дыхательной цепи цитохром c. В цитозоле он связывается с белком APAF1 и про-каспазой 9, формируя комплекс, известный как апоптосома. В ней каспаза 9 активируется, формируя димеры, которые сами себя разрезают и тем самым активируют, и начинает активировать другие каспазы, внося в них разрезы. Каспазы — это протеазы, которые разрушают все белки клетки и вызывают смерть клетки.

### Внешний апоптоз
Внешний апоптоз запускается изменениями в микроокружении клетки. Ключевую роль в запуске внешнего апоптоза играют два типа рецепторов клеточной мембраны: рецепторы смерти, которые активируются при связывании с лигандом, а также рецепторы, которые активируются, когда концентрация их лиганда опускается ниже некоторого значения. К числу рецепторов смерти относятся, например, рецептор Fas и ряд других рецепторов суперсемейства факторов некроза опухолей (англ. tumor necrosis factor, TNF). Когда рецептор смерти активируется, у его внутриклеточной части собирается особый многобелковый комплекс — DISC (от англ. death-inducing silencing complex). Он регулирует активацию и функционирование каспазы 8 (или, в некоторых случаях, каспазы 10). Вслед за ней активируются и остальные каспазы, которые разрушают клеточные белки и приводят к её гибели.

### Некроз, зависимый от проницаемости митохондрий
MPT-зависимый некроз начинается при особых изменениях внутриклеточных условий, таких как сильный окислительный стресс и значительное повышение концентрации ионов кальция в цитозоле. Сокращение MPT происходит от англ. mitochondrial permeability transition — нарушение проницаемости митохондрий, так как при этом виде клеточной гибели внутренняя митохондриальная мембрана становится проницаемой для малых молекул, что приводит к исчезновению электрохимического градиента на ней, осмотическому разрушению обеих митохондриальных мембран и в конечном счёте гибели клетки в виде некроза. 

### Некроптоз

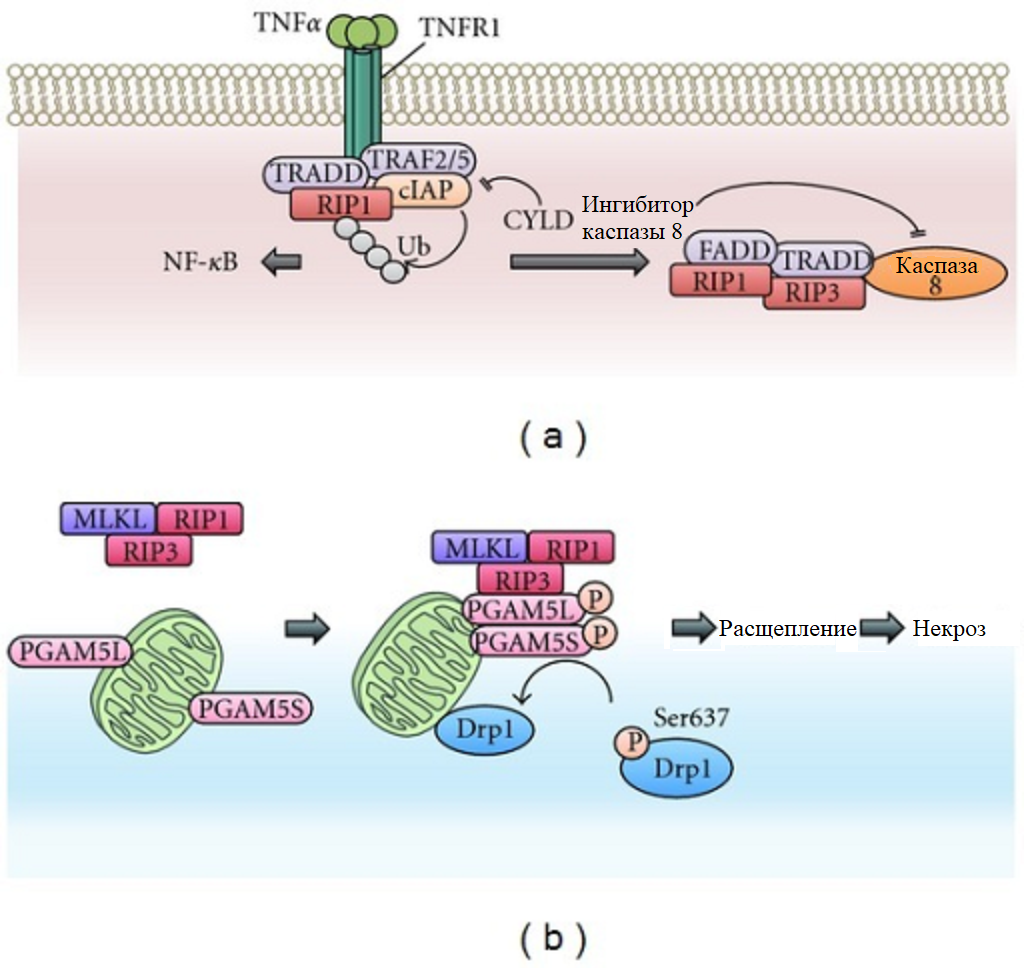
Молекулярные механизмы некроптоза

Некроптоз вызывается различными изменениями во внутренней и внешней среде клетки, которые детектируются особыми рецепторами смерти (например, Fas), рецепторами распознавания патогенов (например, Toll-подобными рецепторами 3 и 4), а также белком ZBP1, связывающимся с Z-ДНК. Морфологически смерть клетки происходит в форме некроза. Критически важную роль в запуске некроптоза играют протеинкиназы RIPK3 и MLKL, которые активируются рецепторами. Некроптоз не только связан с ответом организма на стресс, он обеспечивает гибель дефектных организмов до рождения и участвует в регуляции гомеостаза T-лимфоцитов во взрослом организме.

### Параптоз
Параптоз представляет собой тип неапоптотической гибели клеток, который опосредован МАРК через активацию ИФР-1. Характеризуется внутриклеточным образованием вакуолей и набуханием митохондрий.

### Ферроптоз
Ферроптозу, как правило, предшествует серьёзное повреждение клеточных липидов в результате образования активных форм кислорода и появления свободных ионов железа в клетке. Окисление липидов происходит именно из-за ионов железа, за что данный вид клеточной гибели и получил своё название. Морфологически ферроптоз — это некроз, при котором происходят серьёзные повреждения митохондрий: они сжимаются, в них исчезают кристы и разрушается внешняя мембрана. В ферроптозе не задействованы каспазы и белки, осуществляющие аутофагию. При этом виде клеточной гибели происходит окисление некоторых полиненасыщенных жирных кислот, например, арахидоновой кислоты, и образуются гидропероксиды липидов. Иногда окисление липидов может происходить под действием ферментов липоксигеназ и циклооксигеназ. Им противодействует глутатионпероксидаза 4 (GSH4). Ферроптозу также препятствуют ферростатин-1, липрокстатин-1, а также витамин E, кофермент Q10 и подобные соединения с антиоксидантной активностью, которые отвлекают на себя активные формы кислорода и не дают им взаимодействовать с липидами.

### Пироптоз
Пироптоз активируется в ходе реакций врождённого иммунитета. При пироптозе происходит особая конденсация хроматина, отличающаяся от конденсации хроматина при апоптозе. Клетка разбухает, происходит пермеабилизация мембраны. В пироптозе ведущую роль играет провоспалительная каспаза 1, однако в некоторых случаях вместо неё выступают другие каспазы, например, каспаза 3. Пироптоз задействован в развитии многих патологических состояний, например, смертельного септического шока, вызванного бактериальными липополисахаридами. Именно бактериальные липополисахариды, попадающие в цитоплазму клеток организма-хозяина, вероятно, играют ведущую роль в запуске пироптоза.

### Партанатоз
Партанатоз — это форма программируемой клеточной гибели, характеризующаяся гиперактивацией поли(АДФ-рибоза)полимеразы 1 (PARP1) — белка, участвующего в клеточном ответе на повреждение ДНК. Однако партанатоз может происходить не только при сильном повреждении ДНК путём алкилирования, но также при окислительном стрессе, гипоксии, гипогликемии или воспалении. Главную роль в гиперактивации PARP1, особенно в нейронах, играют активные формы азота, в том числе оксид азота NO. Гиперактивация PARP1 имеет цитотоксические эффекты, такие как истощение пула NAD+ и АТФ (что приводит к нарушению биоэнергетического и окислительно-восстановительного равновесия клетки), а также накопление полимеров поли(АДФ-рибозы) и поли(АДФ-рибоз)илированных белков в митохондриях (из-за чего теряется мембранный потенциал и пермеабилизуется внешняя митохондриальная мембрана).

### Энтоз

Схема энтоза

Энтоз — это форма клеточного каннибализма, которая происходит в здоровых тканях и опухолях млекопитающих. Живая клетка поглощается другой клеткой, не обладающей способностью к фагоцитозу. Часто, но не всегда, поглощённая клетка погибает. Как правило, энтоз запускается, когда эпителиальная клетка теряет контакт с внеклеточным матриксом, хотя для этого могут быть и другие причины: неотрегулированная экспрессия миозинов при формировании межклеточных контактов, различия в механических свойствах соседних клеток и метаболический стресс. У раковых клеток энтоз может запускаться при митозе. Гибель поглощённой клетки не зависит от каспаз и белков BCL2, играющих важнейшую роль в апоптозе. По крайней мере в некоторых случаях гибель происходит в виде особой формы аутофагии.

### Нетоз

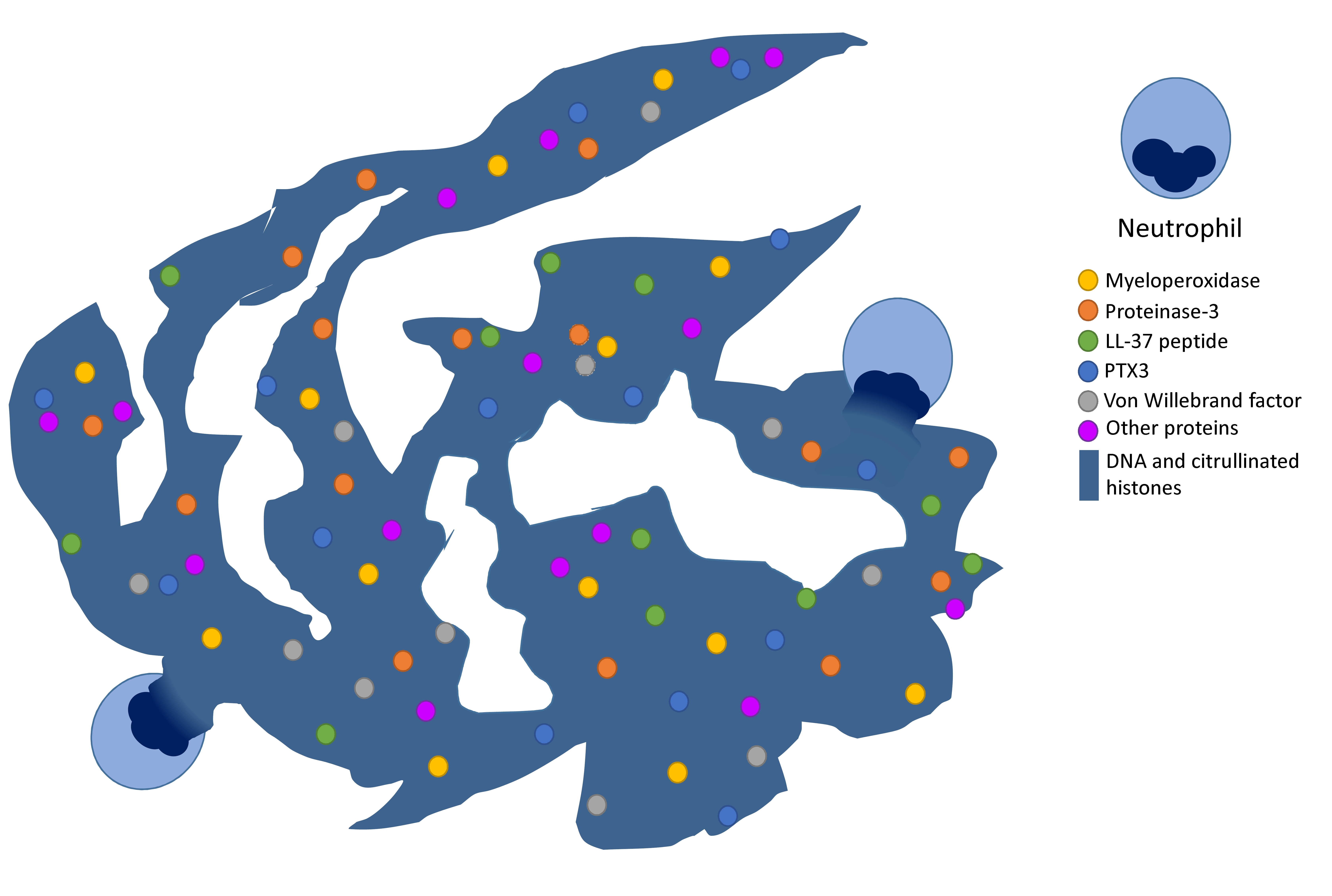
Схема NETоза

Первоначально эта форма гибели была описана у нейтрофилов, которые, умирая, выбрасывают наружу сеть из волокон, содержащих хроматин и гистоны, связанные с цитозольными белками. Эти волокна были названы англ. neutrophil extracellulae traps (NET), и форма смерти получила название нетоз (англ. NETosis). Выброс NET может быть вызван микробами, активацией особых рецепторов (например, Toll-подобных). Существенная доля ДНК, входящей в состав этих волокон, имеет митохондриальное, а не ядерное происхождение. NET могут выбрасывать и другие клетки, отличные от нейтрофилов: тучные клетки, эозинофилы и базофилы, причём выброс NET не всегда приводит к гибели клетки. NET обладают не только антимикробным эффектом; показана их роль в таких заболеваниях, как диабет и рак.

## У беспозвоночных

Апоптоз у дрозофилы

Программируемая клеточная гибель зафиксирована у беспозвоночных животных, в частности, у губок. У губок экспрессируются такие белки ПКГ, как каспазы, белки с доменом смерти и Bcl-2. Более того, Bcl-2 губок подавляет апоптоз и в клетках позвоночных. Первоначально молекулярные механизмы ПКГ были описаны у нематоды Caenorhabditis elegans. Поскольку количество клеток в теле взрослого червя жёстко фиксировано и одинаково для всех особей, количество актов ПКГ также фиксировано: в ходе развития червя клетки убивают сами себя ровно 131 раз. Ключевую роль в ПКГ у C. elegans играют белки Ced-4 и Ced-3 с каспазной активностью. В обычных условиях Ced-4 подавлен белком Ced-9, который локализован во внешней митохондриальной мембране. Когда клетка получает извне сигнал к началу ПКГ, Ced-9 инактивируется, а Ced-4 активируется и в свою очередь активирует Ced-3, который запускает работу протеаз и нуклеаз. У членистоногих ПКГ впервые происходит при образовании нервной системы, когда происходят дифференцировка и деление клеток эктодермы, причём одна из дочерних клеток становится нейробластом, а другая погибает. Более того, вследствие ПКГ у самцов и самок некоторые органы иннервируются по-разному. У плодовой мушки Drosophila melanogaster имеется несколько каспаз и ингибиторов апоптоза, кроме того, некоторые белки ПКГ, такие как REAPER, HID и GRIM, могут быть специфичны для насекомых.

## У растений
У растений программируемая клеточная гибель наблюдается при образовании ксилемы и семян, старении, предотвращении самоопыления, а также под действием стрессов (солевого, температурного, окислительного) и патогенов. Как и у животных, у растений существует несколько видов ПКГ, однако чаще всего она сходна с апоптозом и сопровождается фрагментацией ДНК, выходом цитохрома c из митохондрий, сжатием клетки, образованием активных форм кислорода и выходом фосфатидилсерина на внешний слой мембраны. В то же время, хотя у растений отсутствуют каспазы, известно, что ингибиторы каспаз животных могут подавлять программируемую клеточную смерть и у растений. Главная роль в программируемой клеточной гибели у растений принадлежит фитаспазам — серин-зависимым аспартат-специфичным протеазам. В здоровых тканях фитаспазы находятся в апопласте, а при индукции ПКГ входят в цитозоль.

## У грибов
У грибов программируемая клеточная гибель наблюдается при образовании спор полового и бесполого размножения, формировании плодового тела или склероция, в реакции вегетативной несовместимости, при патогенезе, стрессовых условиях и на заключительных этапах старения. Этим назначение ПКГ у грибов отличается от такового у животных, у которых она прежде всего важна для развития. В общем случае ПКГ грибов аналогична внутреннему апоптозу животных. ПКГ детально изучена у дрожжей Saccharomyces cerevisiae и может запускаться разнообразными внутренними факторами, причём внешний механизм активации ПКГ не обнаружен. У них нет и очевидных гомологов ключевых белков апоптоза животных, таких как Bcl-2, p53, FLIP, PARP и даже каспазы. В то же время гомологи некоторых регуляторных апоптотических белков отсутствуют у дрожжей, но есть у мицелиальных грибов. У Podospora anserina ПКГ проявляется при старении мицелия, которое обусловлено действием активных форм кислорода. В ходе ПКГ у P. anserina функционируют цистеиновые протеазы с каспазной активностью.

## У слизевиков
Плодовое тело слизевика Dictyostelium discoideum имеет ножку, образованную мёртвыми клетками. Эти клетки подверглись ПГК, похожей на аутофагию животных по степени развития вакуолей и конденсации хроматина, кроме того, в отличие апоптоза, фрагментации ДНК не происходит. Предки слизевиков отделились от остальных эукариот более миллиарда лет назад до отделения предков растений и грибов, что свидетельствует о древнем происхождении программируемой клеточной гибели.

## У бактерий
У бактерий известно несколько форм программируемой клеточной гибели. В условиях стресса (окислительного стресса, воздействия радиации, нехватки питательных веществ, фаговой инфекции) часть клеток погибает на благо колонии. Чаще всего смерть происходит при участии систем токсин-антитоксин различных типов. Бактериофаги, геном которых представлен двуцепочечной ДНК, вызывают гибель заражённых клеток в конце литического цикла для высвобождения новых вирионов с помощью холин-эндолизиновой системы. Маленькие белки холины встраиваются в мембрану, давая возможность выйти наружу эндолизинам. Эндолизины гидролизуют пептидогликан, разрушают клеточную стенку и вызывают лизис клетки. Гибель бактериальных клеток наблюдается на разных этапах развитии колонии и при отсутствии стресса: при споруляции, генетической трансформации, образовании плодовых тел и формировании биоплёнок. Механизмы программируемой клеточной гибели во всех перечисленных случаях различны.

## Физиологическое значение
Физиологическое значение программируемой клеточной гибели огромно. У животных она играет важнейшую роль в развитии многих органов и тканей, а также старении. В ходе развития нервной системы множество клеток-предшественников нейронов погибают, так что количество нейронов в мозге взрослого животного существенно меньше, чем их было заложено в ходе эмбрионального развития. Апоптоз задействован в морфогенезе животных (в частности, апоптозом погибают клетки между пальцами, за счёт апоптоза исчезает хвост у головастика). Иммуногенная клеточная смерть и пироптоз наряду с апоптозом задействованы в работе защитных систем организма. Подавление ПКГ очень часто связано со злокачественным перерождением клетки. У растений ПКГ участвует в образовании тканей, состоящих из мёртвых клеток, например, ксилемы. Кроме того, на ПКГ основана самонесовместимость при опылении: если на рыльце попадает пыльца от того же растения, то особые белки на рыльце запускают ПКГ клеток пыльцевого зерна. У грибов ПКГ обеспечивает вегетативную несовместимость, то есть не даёт сливаться гифам одного штамма, а также задействована в созревании спор полового и бесполого размножения.

## История изучения

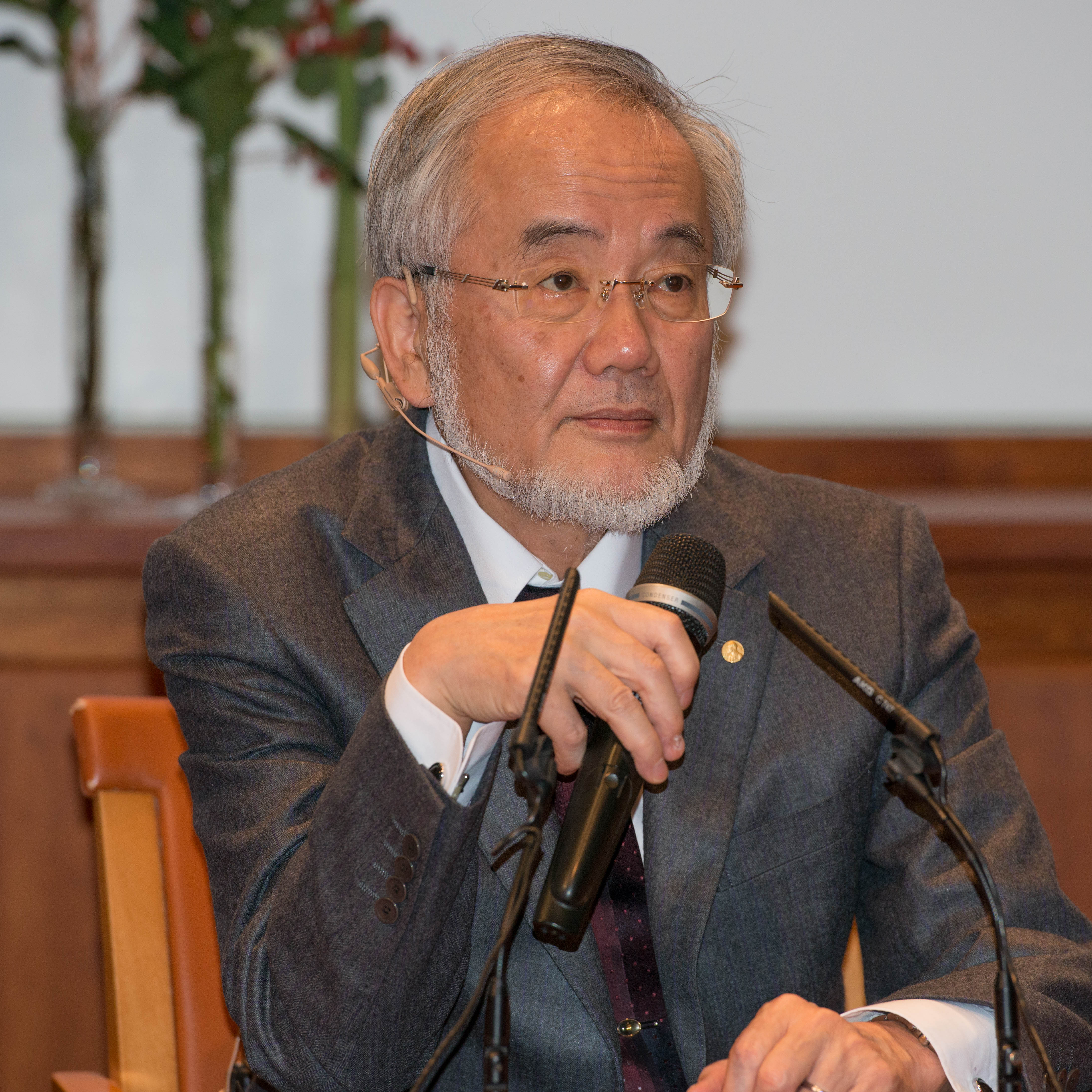
Ёсинори Осуми

Сама концепция программируемой клеточной гибели была предложена Локшином (англ. Lockshin) и Уильямсом в 1964 году по отношению к развитию некоторых тканей у насекомых. Примерно через 8 лет появился термин «апоптоз». Первые сведения о механизмах ПКГ появились при изучении белка Bcl-2 — продукта онкогена, экспрессия которого активируется при хромосомных транслокациях, которые часто наблюдаются при фолликулярной лимфоме. В отличие от других известных к этому моменту продуктов онкогенов, Bcl-2 вызывает злокачественное перерождение не за счёт непрерывной стимуляции деления, а за счёт предотвращения программируемой клеточной гибели. По сей день программируемая клеточная гибель интенсивно исследуется. В 2002 году Нобелевская премия по физиологии и медицине была присуждена за открытия в молекулярной биологии программируемой клеточной гибели Сиднею Бреннеру, Роберту Хорвицу и Джону Салстону , а в 2016 году этой награды был удостоен Ёсинори Осуми, исследовавший один из видов программируемой клеточной гибели — аутофагию.